# Striaria carmela
Striaria carmela är en mångfotingart som beskrevs av Chamberlin 1947. Striaria carmela ingår i släktet Striaria och familjen Striariidae. Inga underarter finns listade i Catalogue of Life.